# Linum guatemalense
Linum guatemalense är en linväxtart som beskrevs av George Bentham. Linum guatemalense ingår i släktet linsläktet, och familjen linväxter. Inga underarter finns listade i Catalogue of Life.